# テイク・シェルター
『テイク・シェルター』(Take Shelter) は、2011年のアメリカ合衆国のドラマ映画。

## ストーリー
オハイオ州の工事現場で地盤の掘削作業を仕事としているカーティスは、妻のサマンサと難聴の障害を持つ娘と平凡で幸せな生活をしていたが、ある日、巨大な竜巻が街を襲う悪夢にうなされる。
悪夢は毎晩続き、竜巻と共に降る油のような赤い雨、その雨に濡れて理性を失った人々に自身や娘が襲われるリアルな内容に、彼は次第に強迫観念に捕らわれ、家の庭に巨大なシェルターを作り始める。彼の常軌を逸した行動に家族や会社の仲間達は次第に異常性を感じ始める。カーティス自身も重度の統合失調症を持つ母の症状が遺伝したのか？と悩み続けるが、妻の理解を受けられず、仕事を解雇されてもシェルターを掘り続ける。彼は狂気に走ってしまったのか？本当に巨大な竜巻が襲ってくるのか？　　　　　　　　　　　　　　　　

## キャスト
- カーティス・ラフォーシュ - マイケル・シャノン（日本語吹替：山野井仁）
- サマンサ・ラフォーシュ - ジェシカ・チャステイン（日本語吹替：花園潤）
- デュアート - シェー・ウィガム（日本語吹替：青木強）
- ナット - ケイティ・ミクソン（日本語吹替：岡田栄美）
- サラ - キャシー・ベイカー（日本語吹替：唐沢潤）
- カイル - レイ・マッキノン
- ケンドラ - リサ・ゲイ・ハミルトン
- ジム - ロバート・ロングストリート

## 公開
ソニー・ピクチャーズ クラシックスは2011年1月18日、映画の北米、ラテンアメリカ、オーストラリア、ニュージーランドにおける権利を購入したと発表した。同月24日に映画はサンダンス映画祭で初上映された。
2011年5月15日には第64回カンヌ国際映画祭で上映され、批評家週間グランプリを獲得したほか、FIPRESCI賞を『Le Havre』、『The Minister』と共同で受賞した。2011年9月には第37回ドーヴィル・アメリカ映画祭でグランプリを受賞し、その後トロント国際映画祭でも上映された。

## 評価
映画は概ね高い評価を得た。映画のレビューを集積するウェブサイトRotten Tomatoesは139件のレビューに基づき、本作に対する好意的な評価の割合を92%、評価の平均を8/10、批評家の総意を「マイケル・シャノンは勇壮な演技を見せ、確固たる機敏な映画作りはドラマ、戦慄、そして畏敬の完璧な融合を生んでいる」としている。有力媒体の批評から100点満点の加重平均値を導くMetacriticは33件の批評を基に85という「全面的支持」の値を示している。

## 受賞とノミネート
| 賞                                   | 部門                           | 対象 | 結果       |
| ------------------------------------ | ------------------------------ | --- | ---------- |
| カンヌ国際映画祭                     | 批評家週間グランプリ           | 『テイク・シェルター』 | 受賞       |
| カンヌ国際映画祭                     | SACD賞                         | 『テイク・シェルター』 | 受賞       |
| カンヌ国際映画祭                     | FIPRESCI賞                     | 『テイク・シェルター』 | 受賞       |
| ヒホン国際映画祭                     | 審査員特別賞                   | 『テイク・シェルター』 | 受賞       |
| ハリウッド映画祭                     | ブレイクスルー女優賞           | ジェシカ・チャステイン | 受賞       |
| ゴッサム・インディペンデント映画賞   | 作品賞                         | 『テイク・シェルター』 | ノミネート |
| ゴッサム・インディペンデント映画賞   | アンサンブル演技賞             | マイケル・シャノン、ジェシカ・チャステイン、トヴァ・ステュアート、 シェイ・ウィガム、ケイティ・ミクソン、キャシー・ベイカー、 レイ・マッキントン、リサ・ゲイ・ハミルトン、ロバート・ロングストリート | ノミネート |
| ニューヨーク映画批評家協会賞         | 助演女優賞                     | ジェシカ・チャステイン | 受賞       |
| ナショナル・ボード・オブ・レビュー賞 | インディペンデント映画トップ10 | 『テイク・シェルター』 | 受賞       |
| ワシントンD.C.映画批評家協会賞       | 主演男優賞                     | マイケル・シャノン | ノミネート |
| ロサンゼルス映画批評家協会賞         | 助演女優賞                     | ジェシカ・チャステイン | 受賞       |
| ニューヨーク映画批評家オンライン賞   | 主演男優賞                     | マイケル・シャノン | 受賞       |
| ニューヨーク映画批評家オンライン賞   | ブレイクスルー演技賞           | ジェシカ・チャステイン | 受賞       |
| ニューヨーク映画批評家オンライン賞   | 作品トップ10                   | 『テイク・シェルター』 | 受賞       |
| ヒューストン映画批評家協会賞         | 作品賞                         | 『テイク・シェルター』 | ノミネート |
| ヒューストン映画批評家協会賞         | 主演男優賞                     | マイケル・シャノン | ノミネート |
| トロント映画批評家協会賞             | 主演男優賞                     | マイケル・シャノン | 受賞       |
| トロント映画批評家協会賞             | 助演女優賞                     | ジェシカ・チャステイン | 受賞       |
| サンディエゴ映画批評家協会賞         | 主演男優賞                     | マイケル・シャノン | 受賞       |
| サンディエゴ映画批評家協会賞         | 撮影賞                         | アダム・ストーン | ノミネート |
| デトロイト映画批評家協会賞           | 作品賞                         | 『テイク・シェルター』 | ノミネート |
| デトロイト映画批評家協会賞           | 監督賞                         | ジェフ・ニコルズ | ノミネート |
| デトロイト映画批評家協会賞           | 脚本賞                         | ジェフ・ニコルズ | ノミネート |
| デトロイト映画批評家協会賞           | 主演男優賞                     | マイケル・シャノン | ノミネート |
| デトロイト映画批評家協会賞           | 助演女優賞                     | ジェシカ・チャステイン | ノミネート |
| サテライト賞                         | 主演男優賞                     | マイケル・シャノン | ノミネート |
| インディペンデント・スピリット賞     | 作品賞                         | 『テイク・シェルター』 | ノミネート |
| インディペンデント・スピリット賞     | 監督賞                         | ジェフ・ニコルズ | ノミネート |
| インディペンデント・スピリット賞     | 主演男優賞                     | マイケル・シャノン | ノミネート |
| インディペンデント・スピリット賞     | 助演女優賞                     | ジェシカ・チャステイン | ノミネート |